# Racotis rufaria
Racotis rufaria là một loài bướm đêm trong họ Geometridae.